# Pilosella budensis
Pilosella budensis là một loài thực vật có hoa trong họ Cúc. Loài này được (Borbás) Soják miêu tả khoa học đầu tiên năm 1982.